# Wietlina
Wietlina – lewe ramię boczne Odry, w woj. zachodniopomorskim, o długości ok. 3 km. Stanowi morskie wody wewnętrzne. Na Wietlinie przebiega granica administracyjna miast: Szczecin i Police, a także portów morskich: Szczecin i Police (leży granicach administracyjnych obu portów).
Wody Wietliny wraz z wodami głównego nurtu Odry – Domiąży otaczają wyspę Mnisi Ostrów, a wraz z Kanałem Skolwińskim, Cieśnicą i Domiążą – wyspę Skolwiński Ostrów. 
W rejonie wysp Polickie Łąki i Skolwiński Ostrów znajduje się kotwicowisko portu morskiego Police.
Siedliska na Wietlinie oraz wyspach rzecznych w Policach objęto ochroną, tworząc obszar „Ujście Odry i Zalew Szczeciński” sieci Natura 2000.
Do 1945 r. stosowano niemiecką nazwę Enge Fetzling. W 1949 r. ustalono urzędowo polską nazwę Wietlina.